# Ford Capri EV
Pour les articles homonymes, voir Ford Capri (homonymie) et Capri.
La Capri (ou Capri EV) est un SUV coupé électrique du constructeur automobile américain Ford produit à partir de 2024 à Cologne, en Allemagne, et destiné exclusivement au marché européen.
Elle reprend le nom du coupé Ford Capri commercialisé de 1962 à 1986 en Europe.
La Capri est le troisième véhicule de la branche électrique Ford Model e, après la Mustang Mach-E et l'Explorer EV.

## Présentation

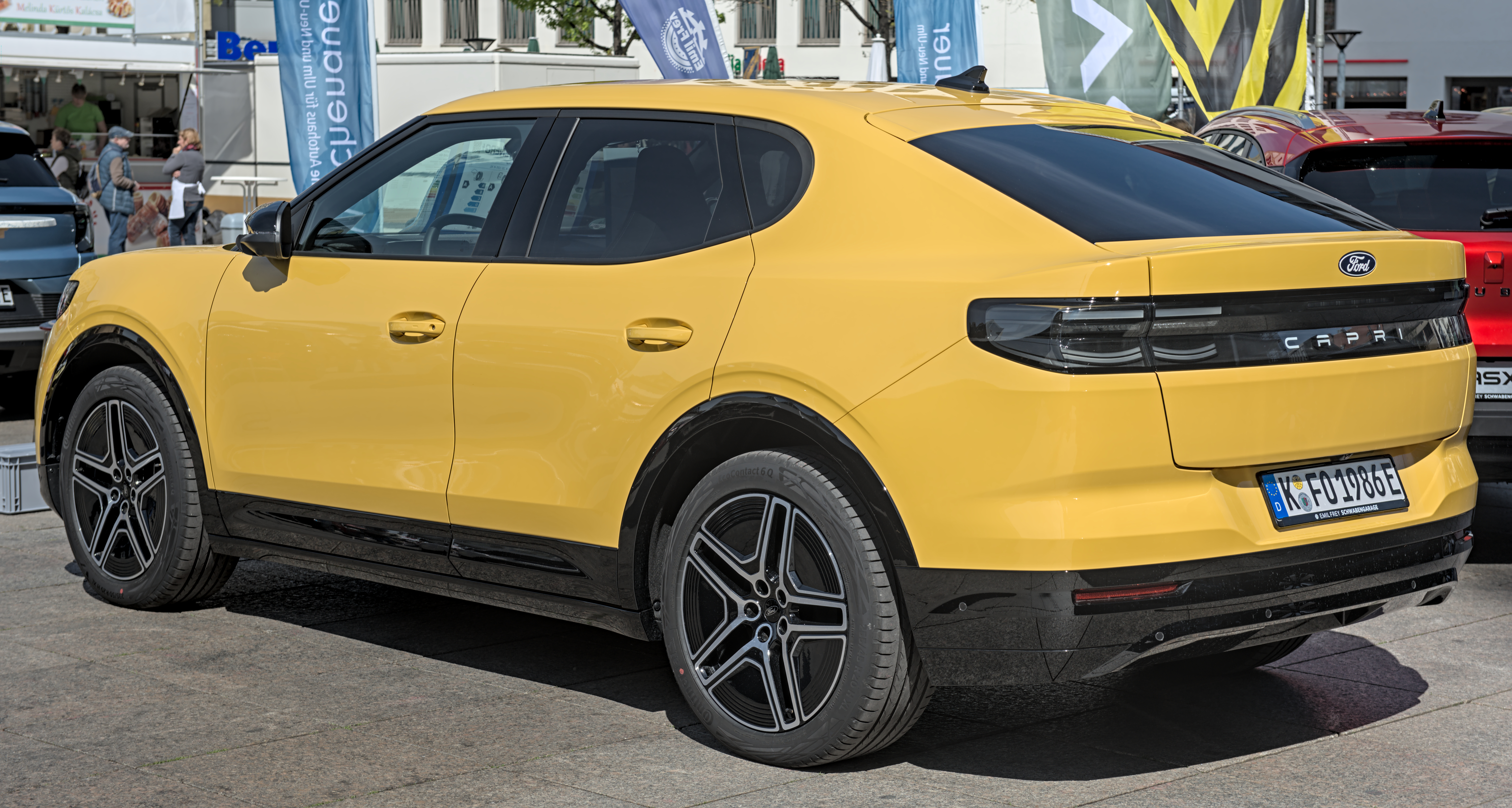
Vue de l'arrière

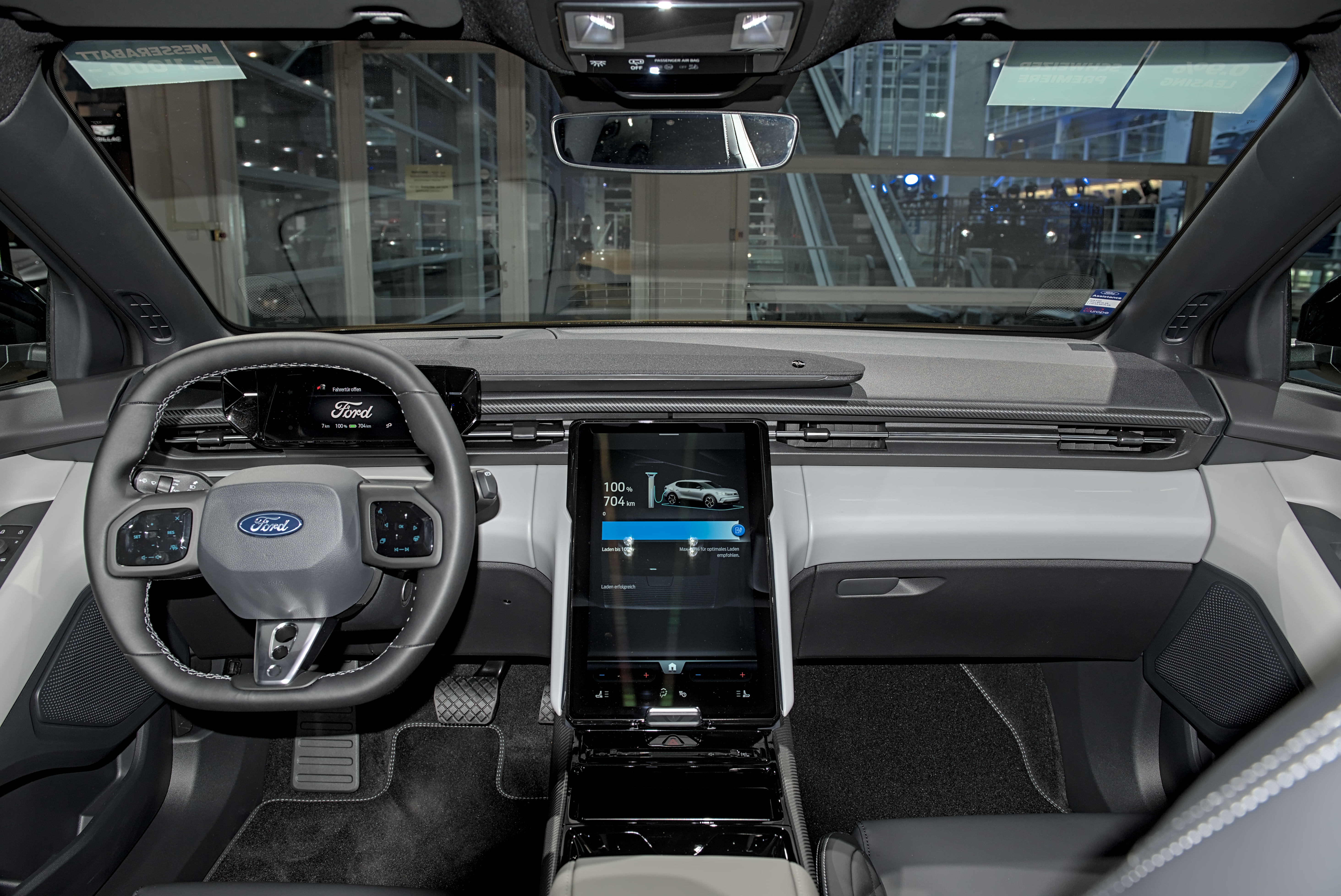
Intérieur

Le SUV coupé Ford Capri est présenté le 10 juillet 2024.

## Caractéristiques techniques
Comme son grand frère l'Explorer, la Capri repose sur la plateforme technique MEB dédiée aux véhicules électriques du groupe Volkswagen.

### Habitacle
Comme l'Explorer, la Capri dispose d'un rangement situé entre les sièges avant appelé « MegaConsole » d'une capacité de 17 litres.

### Motorisations
| Logo de Ford                                 | Ford Capri,        | Ford Capri,        | Ford Capri,        | Ford Capri, |
| Logo de Ford                                 | RWD Standard Range | RWD Extended Range | AWD Extended Range |             |
| -------------------------------------------- | ------------------ | ------------------ | ------------------ | ----------- |
| Puissance moteur (kW)                        | 125                | 210                | 250                |             |
| Puissance maximale (ch)                      | 170                | 286                | 340                |             |
| Couple maximal (N m)                         |                    | 545                | 679                |             |
| Vitesse maximale (km/h)                      |                    | 180                | 180                |             |
| 0-100 km/h (s)                               |                    | 6,4                | 5,3                |             |
| Consommation (kWh/100 km)                    |                    | 15,0               | 14,0               |             |
| Transmission                                 | Propulsion         | Propulsion         | Intégrale          |             |
| Masse à vide (kg)                            |                    | 2098               | 2174               |             |
| Batterie                                     |                    |                    |                    |             |
| Type                                         | Lithium Ion        | Lithium Ion        | Lithium Ion        |             |
| Capacité brute(kWh)                          | 52                 | 77                 | 79                 |             |
| Autonomie (km) - cycle WLTP                  |                    | 598 - 627          | 560 - 592          |             |
| Puissance maximale de charge                 |                    |                    |                    |             |
| en courant alternatif monophasé (AC) (kW)    | 7,4                | 7,4                | 7,4                |             |
| en courant alternatif triphasé (AC) (kW)     | 11                 | 11                 | 11                 |             |
| en courant continu (DC) (kW)                 |                    | 135                | 185                |             |
| Temps de recharge                            |                    |                    |                    |             |
| sur une prise domestique (AC) (0 à 100 %)    |                    |                    |                    |             |
| sur une Wallbox 11 kW (AC) (0 à 100 %)       |                    |                    |                    |             |
| sur une borne rapide 125 kW (DC) (10 à 80 %) |                    | 28 minutes         | 26 minutes         |             |

## Finitions
- Capri
- Capri Pack Premium